# Janvier 1850

## Événements

29 janvier : compromis de 1850

- Victor-Emmanuel II de Savoie maintient la constitution libérale octroyée par son père au Piémont-Sardaigne (le Statuto), permettant à la dynastie d’apparaître comme la championne des aspirations libérales et nationales du pays. Peu intéressé par la politique, il laisse le gouvernement à ses ministres d’Azeglio, Rattazzi ou Cavour.
  - 9 janvier : le président du Conseil Massimo d'Azeglio dissout la Chambre et les élections donnent la victoire aux modérés. La paix avec l’Autriche peut enfin être signée. Le ministère d’Azeglio s’engage sur la voie des réformes. Cavour entre au gouvernement où il cumule les portefeuilles de l’Industrie, de l’Agriculture, du Commerce et de la Marine, puis des Finances (1851).

- 1er janvier, France : inauguration de la section Chauny-Tergnier du chemin de fer de Creil à Saint-Quentin (compagnie du Nord).

- 26 janvier, France : Adolphe Thiers présente le rapport de la Commission sur l'assistance et la prévoyance publiques.

- 29 janvier : Henry Clay introduit le Grand compromis de 1850 au Congrès. Le Sud obtient le vote de la loi sur les esclaves fugitifs (18 septembre); en contrepartie, la Californie est admise dans l’Union (9 septembre). L’esclavage est interdit en Californie, mais autorisé au Nouveau-Mexique et dans l’Utah (20 septembre). En novembre, plusieurs États du Sud, réunis à Nashville, réclament la sécession.

## Naissances
- 14 janvier : Pierre Loti, écrivain français († 10 juin 1923).
- 15 janvier :
  - Mihai Eminescu, poète roumain († 1889).
  - Sofia Kovalevskaïa (morte en 1891), mathématicienne russe.
- 26 janvier : Samuel Gompers, syndicaliste américain, premier président de l'American Federation of Labor.
- 27 janvier :
  - Ivan Pokhitonov, peintre russe († 23 décembre 1923).
  - Edward Smith, commandant du Titanic
- 29 janvier : Edmond Nocard (mort en 1903), vétérinaire et microbiologiste français.

## Décès
- Arsène Thiébaut de Berneaud, militaire et agronome français (° 1777).
- janvier : Ellen Blight (née vers 1833), dompteuse anglaise tuée par un tigre[1].

- 22 janvier : Guillaume-Joseph Chaminade, prêtre français, fondateur de la Société de Marie (Marianistes) (° 1761).